# Ciacova
Ciacova (Duits: Tschakowa; Hongaars: Csák, voor 1913 Csákova; Servisch: Чаково/Čakovo; Turks: Çakova) is een stad (oraș) in het Roemeense district Timiș. In 2002 telde de stad 7.282 inwoners. Volgens de volkstelling van 2011 had de plaats 5.348 inwoners.
Ciacova ligt op 28 km van Timișoara en op 30 km van de Servische grens. De gemeente bestaat naast de hoofdplaats uit vijf kernen: Cebza (Csebze), Macedonia (Macedónia), Obad (Obád) en Petroman (Petromány). Toen Ciacova in 2004 tot stad werd verklaard, werden de plaatsen Gad en Ghilad afgesplitst om de nieuwe gemeente Ghilad te gaan vormen.

## Galerij

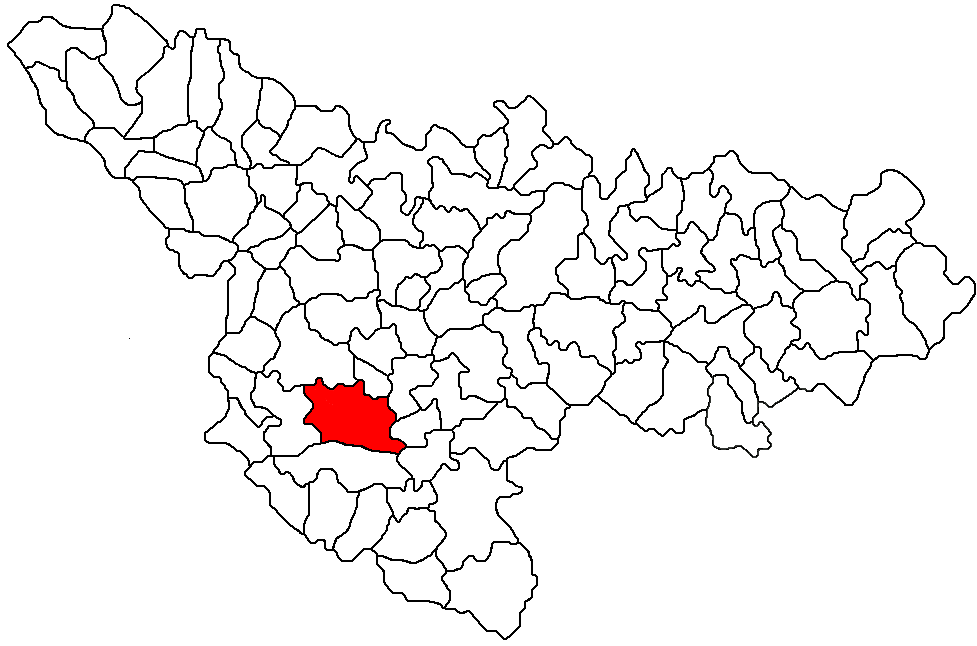
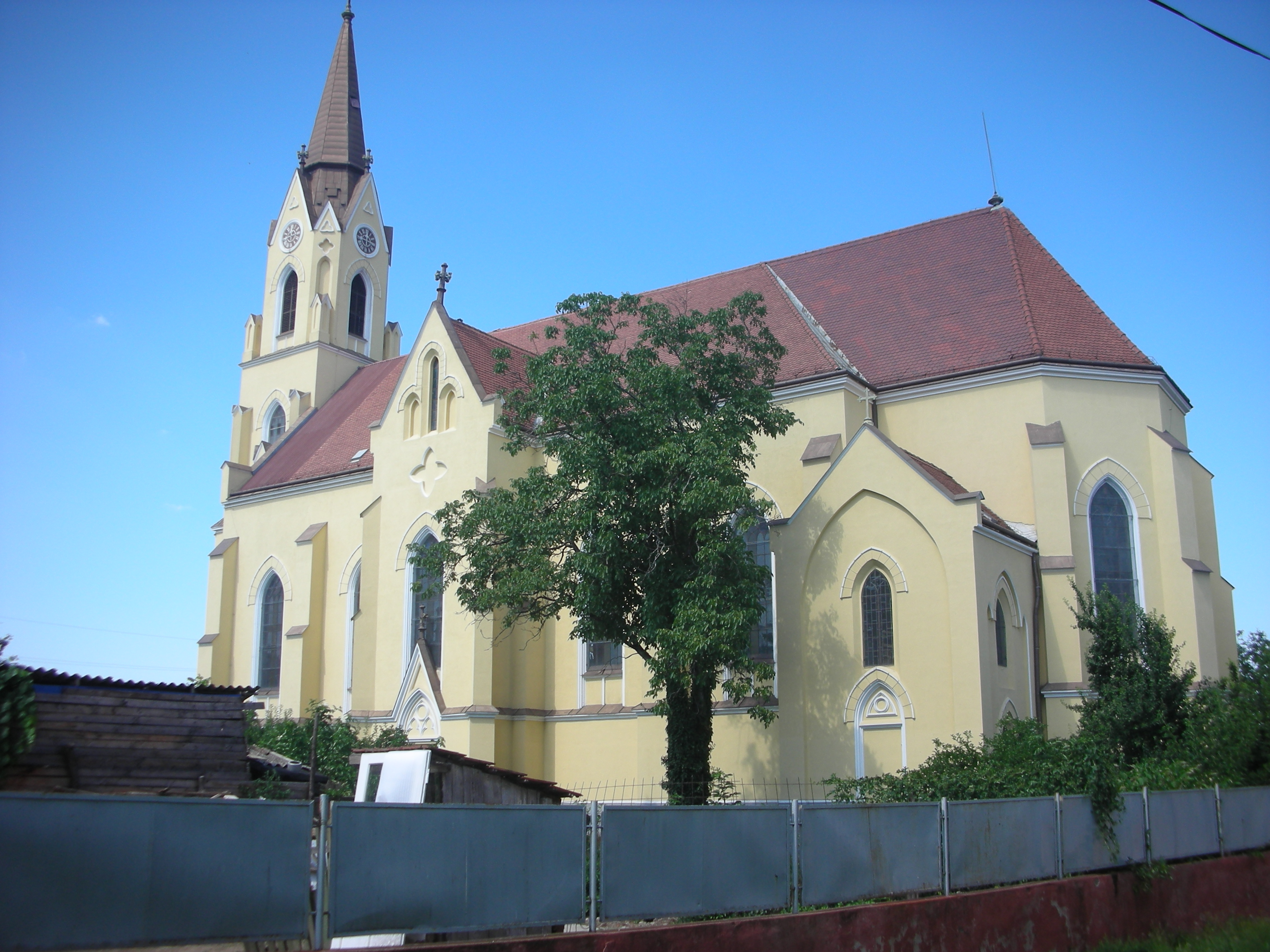
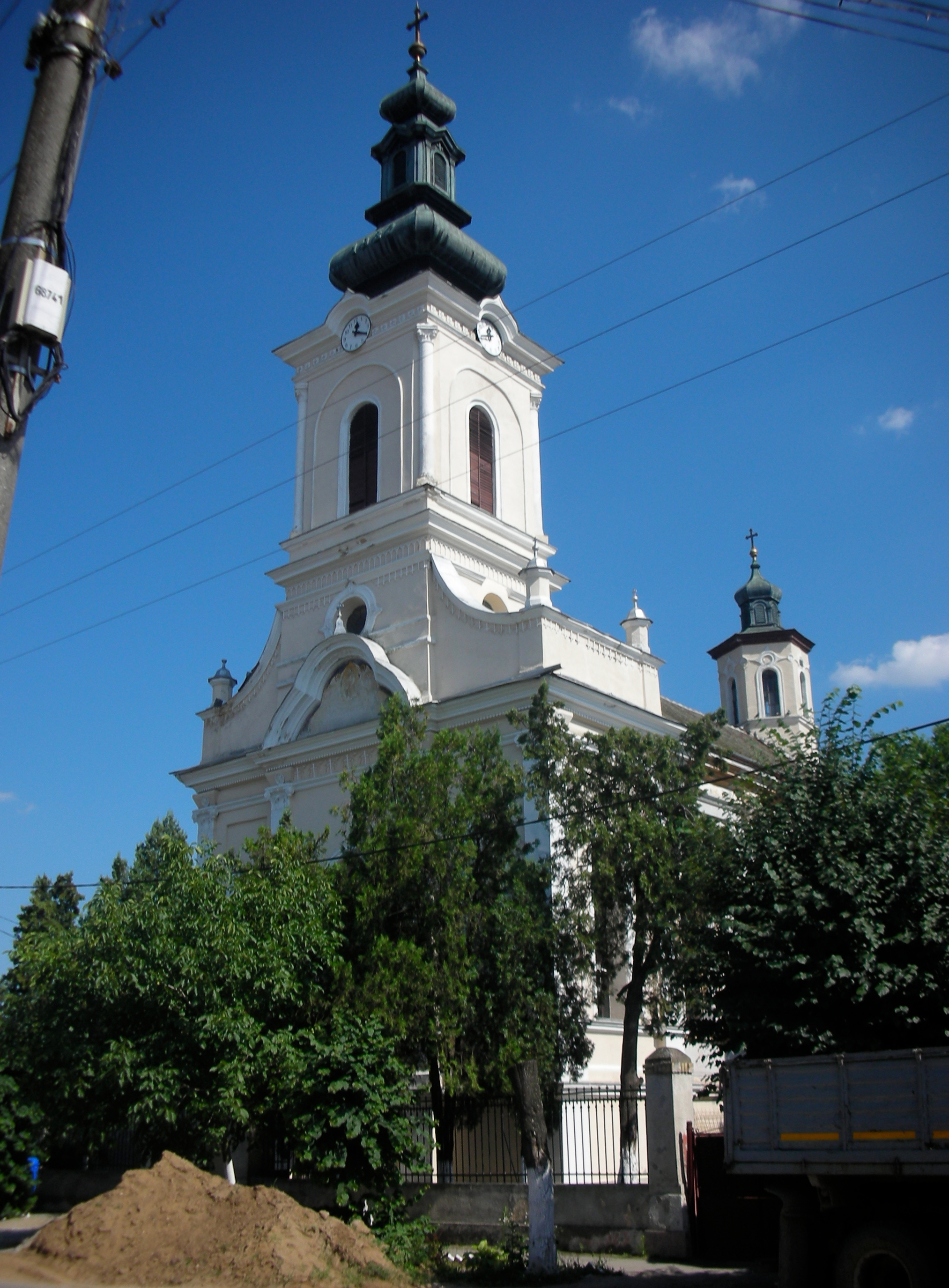
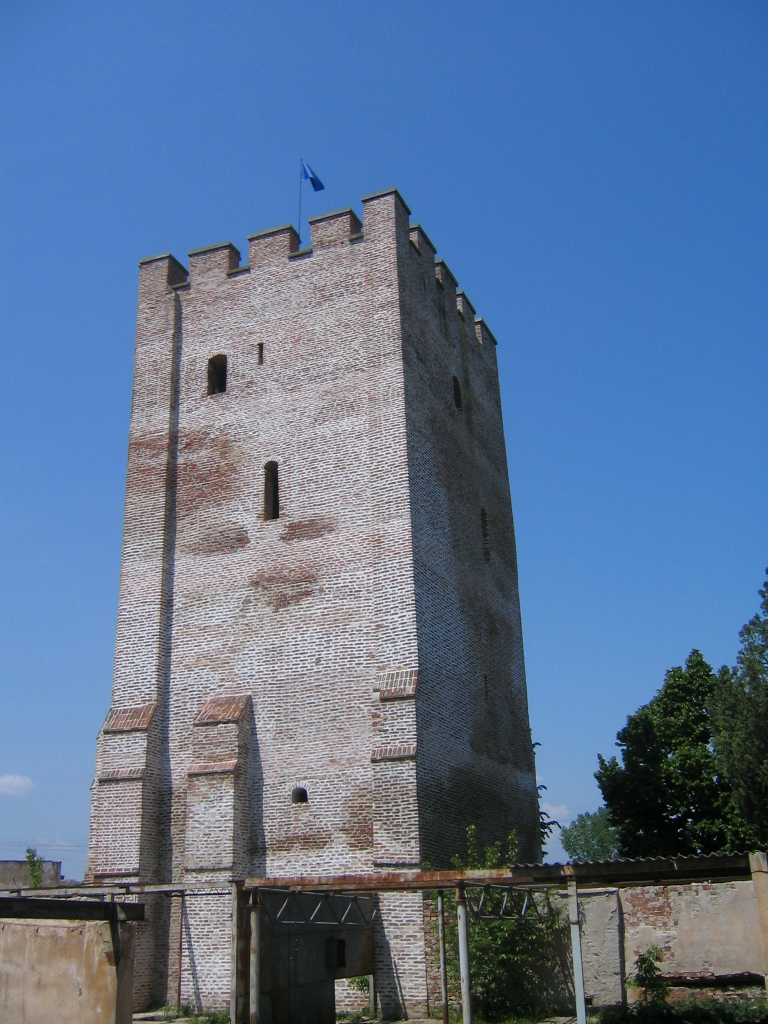
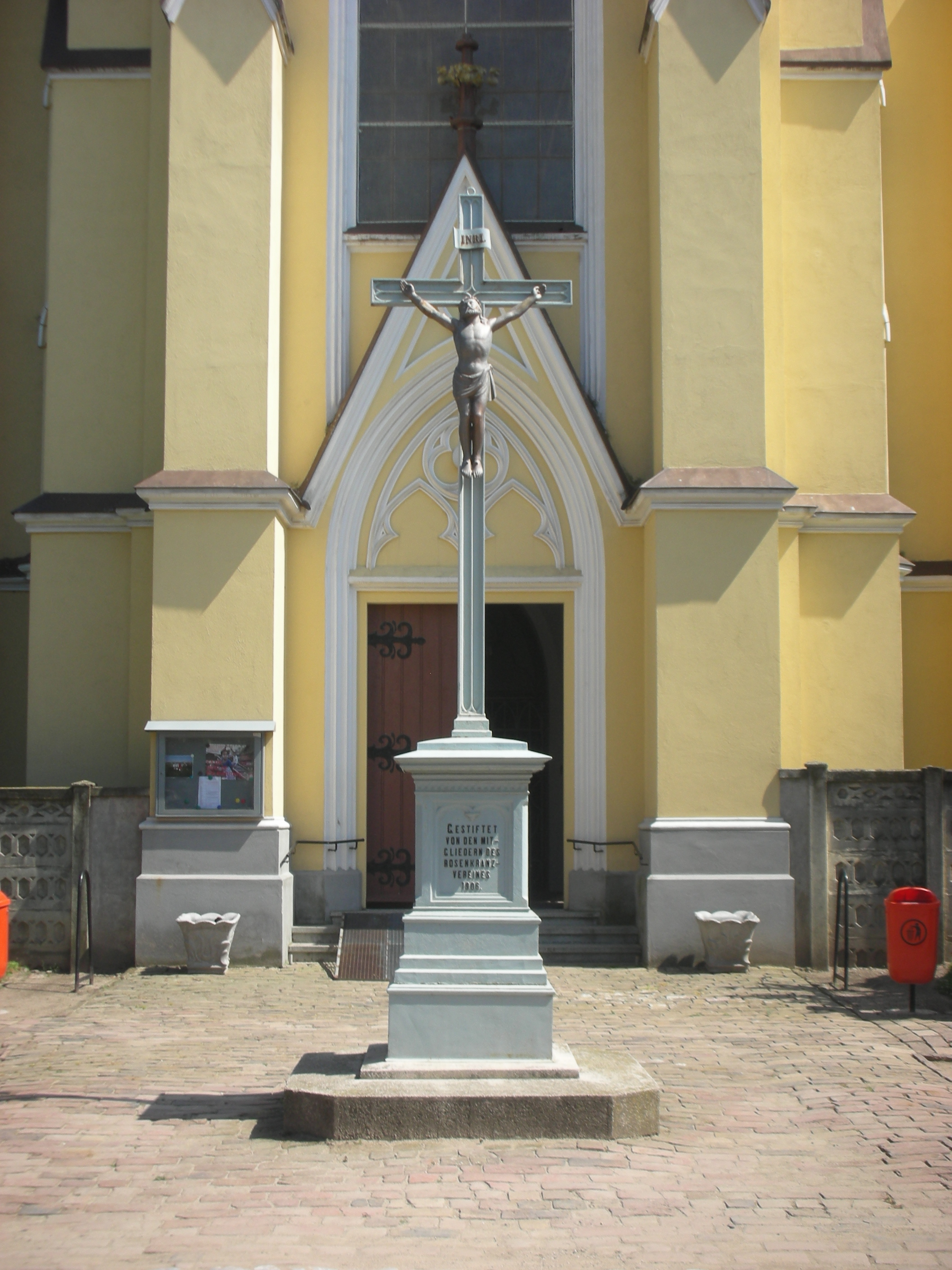
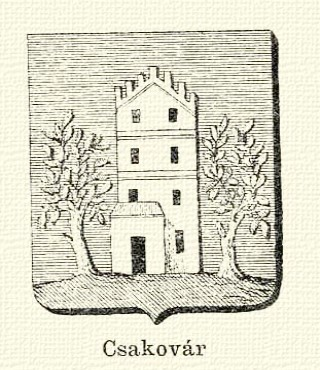

## Geschiedenis
In 1370 werd de plaats voor het eerste genoemd als Tothchaak, een door Serviërs bewoonde plek die in bezit was van de adellijke familie Zsidói. Tussen 1390 en 1394 werd de basis gelegd voor de burcht van Chaak. Na verschillende invallen van de Ottomanen kwam de burcht en de stad in 1551 definitief in handen van de Turken. De Turken maakten de plaats tot hoofdstad van het district Nahije. Onder het Turkse gezag ontwikkelde de plaats zich, het bleef een door Serviërs gedomineerde gemeenschap. In 1699 liet Pasja Rami grote groepen Roemenen vestigen in de stad. In 1701 gaf hij opdracht de burcht te vernietigen, slechts de wachttoren bleef overeind. In 1716 verlieten de Turken de regio, de Habsburgers bevrijdden het gebied.
Onder het Habsburgse bewind werd het gehele nieuwe grensgebied onderdeel van een kolonisatiepolitiek. Vanaf 1716 arriveerden de eerste Duitse kolonisten, ook in 1724 arriveerden nieuwe kolonisten en in 1733 voegden ook Spaanse en Italiaanse kolonisten zich bij hen. Er ontstond ten zuiden van de Servische nederzetting een nieuwe uitbreiding waar de huisvesting van de rooms-katholieke Duitsers, Italianen en Spanjaarden plaatsvond. Ook in 1740 en 1744 was er weer sprake van de vestiging van Duitstaligen. In 1778 werd het gebied onderdeel van het opnieuw opgerichte district Temes. In 1807 arriveerden ook de eerste Hongaren in de plaats; ze kwamen uit de omgeving van Györ. Ook ontstond er een Joodse gemeenschap; ze bouwden in 1863 hun tweede synagoge (deze werd in 1959 afgebroken). In 1867 werd de plaats onderdeel van het nieuwe Hongarije, dat ontstond na de Ausgleich.
De plaats ontwikkelde zich voorspoedig, en hoewel de landbouw de belangrijkste inkomstenbron bleef, ontstond er ook een dienstensector. De Duitstalige bevolking richtte een bibliotheek op en een bank: de Csakovaer Spar und Creditanstalt (1879). In 1903 werd dit initiatief ook gevolgd door de Roemeense gemeenschap toen ze de Banca Ciacovana oprichtte. In 1882 verscheen er voor het eerst een krant in de stad, de Csakovaer Zeitung, die in 1905 werd voortgezet in de Hongaarse taal als Csákova és Vidéke. In 1915 verscheen de laatste editie. In 1893 werd de plaats aangesloten op het spoornetwerk. In 1911 opende een bioscoop in de plaats en in 1912 was er sprake van een elektriciteitsnetwerk.   
In 1914 brak de Eerste Wereldoorlog uit, in 1918 werd het pleit beslecht in het nadeel van de Habsburgse monarchie. Het land viel uiteen en Roemeense legertroepen namen Ciacova in. De Servische bevolking vluchtte voor een deel naar Belgrado, een ander deel vestigde zich net over de grens in het Servische deel van het Banaat.
In de Tweede Wereldoorlog, in 1944, werd Ciacova ingenomen door Duitse troepen. In 1946 bevrijdden de Russen de plaats, delen van de Duitse bevolking sloegen op de vlucht en de achtergebleven Duitsers werden naar werkkampen gestuurd. 
In 1972 stond de plaats op de lijst van het Systematiseringsplan van Ceaușescu. Het was de bedoeling de helft van het dorp af te breken en de bevolking over te brengen naar Timisoara. Dit plan werd echter niet uitgevoerd. In 1990 ging Roemenië tijdens de omwentelingen over naar een democratisch staatssysteem.